# ۱۰ ذی‌القعده
۱۰ ذیقعده، دهمین روز از ماه ذیقعده در تقویم هجری قمری است.
در تقویم هجری قمری قراردادی این روز سیصد و پنجمین روز سال است.

## وقایع
- انقراض سلسلهٔ سامانیان توسط ایلک خان(۳۸۹ ق)

## زادگان
- تولد «سبط ماردینی» منجم و ریاضی‌دان مسلمان(۸۲۶ ق)

## درگذشتگان
- درگذشت «شیخ فخرالدین محمد بن حسن بن شهیدثانی» عالم نامدار شیعه(۱۰۳۰ق)